# 毛宗崗
毛宗崗（1632年或1633年—1709年），榜名宗岡，又作宗淵，字序始，號孑庵，南直隸蘇州府長洲縣（今江蘇蘇州）人。推測出生於明代崇禎五年（1632年）或六年（1633年），清代初年文學批評家。毛宗崗在《讀三國志法》中提及過他對三國時代三位歷史人物的個人看法：「吾以為三國有三奇，可稱三絕：諸葛亮一絕也，關雲長一絕也，曹操亦一絕也。歷稽載籍，賢相林立，而名高萬古者莫如孔明。……歷稽載籍，名將如雲，而絕倫超群者莫如雲長。……歷稽載籍，奸雄接踵，而智足以攬人才而欺天下者莫如曹操。」

## 毛氏版本《三國演義》
毛宗崗仿效金聖歎删改《水滸傳》之作法，較大地變動另一四大名著：《三國演義》。一方面他與父親毛綸（音“綸”）一同增删《三國志通俗演義》的回目，另一方面又對書中合共120回的內容情節有所整頓。他據明代羅貫中的版本加以修訂成共120回的通行本。其附加的修改和評價依據南宋學者朱熹的《資治通鑑綱目》去增强了「尊劉黜曹」的正統觀念，又突顯了時人評點的風氣。經過重新整理後，毛宗崗編成個人評改版本的《三國演義》傳世，現在通行的《三國演義》大部分是根據毛宗崗的版本為基礎。

其修整工作包括修正原作者羅貫中的文辭和在一些章回中改換詩文。而後世對毛氏所作的改動多予以褒美。其中一例改動可見於昭烈帝劉備第二次尋訪諸葛亮的草堂時抬頭看見中門上的一副對聯：
|  | 淡泊以明志，寧静而致遠。 |

該對聯由毛宗崗後來引諸葛亮《誡子書》增補，是羅版原著所無。其補上目的在於反映孔明的處世態度、儉樸的生活以及非凡的抱負。另外，他在對聯之下再加上評語：「觀此二語，想見其為人。」後世閱覽毛氏版本的《三國演義》，言其精妙之處為給臥龍草堂添上風雅色彩，並簡短地介紹了孔明的為人，使內容佈局起了「未見其面先知其人」之作用。
此外，在書中開篇以及尾篇部分，毛氏父子分別加入了明代文學家楊慎本說秦漢的〈臨江仙‧滾滾長江東逝水〉和唐代詩人劉禹錫的〈西塞山懷古〉兩個作品。這未曾見於羅貫中所著的《三國演義》。

### 影響
毛宗崗探討了創作歷史小說之理論，他以為創作歷史小說異於其他類型的小說創作，因为它涉及要尊重歷史事實的問題。而毛氏又認為只要小說創作家善於觀察體會，且從生活中吸取營養，再把它應用到創作實踐上，就能寫出結構完整統一、井然有序，人物形象鮮明和情節迫真的藝術作品；由此亦反映毛宗崗非常重視小說的藝術結構。毛之小說理論深深影響後世小說創作，毛氏《三國演義》確實奠定了毛宗崗在中國文學重要之地位。

## 外部連結
- 王璦玲：〈「為孝子、義父、貞婦、淑女別開生面」──論毛聲山父子《琵琶記》評點之倫理意識與批評視域 （页面存档备份，存于）〉。
- 淺談毛宗崗之小說理論[永久]